# Telepolis
Pour plus de détails, voir Fiche technique et Distribution.
Telepolis (La antena) est un film argentin de science-fiction d'Esteban Sapir, sorti en 2007. Son réalisateur a été notamment primé par l'Association des critiques de cinéma argentins et le journal Clarín.

## Synopsis
Dans un monde où la politique dirige les médias, la Télévision ne cesse d’émettre des programmes de masse pour contrôler l'Opinion Publique et guider la population. Obnubilé par les émissions de consommation le peuple se désintéresse de la politique. M. TELE, chef des programmes et dictateur du régime, a pour solution finale d’hypnotiser les gens pour s’en assurer une dévotion totale. Au milieu de ce monde de désolation, où les habitants ont été privés de toute parole et ne communiquent plus entre eux, subsiste LA VOIX. Elle est l'unique rescapée de cette dictature qui possède encore la parole et représente le dernier espoir de faire basculer le régime.

## Fiche technique
- Réalisation : Esteban Sapir
- Scénario : Esteban Sapir
- Photographie : Christian Cottet
- Son : José Luis Díaz
- Musique : Leo Sujatovich
- Montage : Pablo Barbieri Carrera
- Société de production : La Doble A
- Pays d'origine :  Argentine
- Langue originale : espagnol
- Durée : 89 minutes
- Dates de sortie :
  - Festival de Rotterdam : 24 janvier 2007
  - Argentine : 19 avril 2007
  - France : 30 janvier 2008

## Distribution
- Valeria Bertuccelli : le fils de M. Télé
- Alejandro Urdapilleta : M. Télé
- Julieta Cardinali : l'infirmière
- Rafael Ferro : l'inventeur
- Florencia Raggi : la Voix

## Accueil critique
La presse souligne la poésie de l'image et du son : Positif souligne le « superbe noir et blanc », Les Inrocks la « forme archisoignée », Première la « beauté plastique à couper le souffle » du film et Charlie Hebdo l'« incroyable inventivité visuelle » ; cependant plusieurs critiques se plaignent que ce travail est un peu vain : Les Inrocks affirment que « le sujet est consensuel », L'Humanité se plaint du « simplisme » du film et Télérama voit « un hommage très appuyé au cinéma muet, formaliste à l'excès, qui vire à l'exercice de style ennuyeux ».